# درسة حمراء الرأس
الدرسة حمراء الرأس  (Emberiza bruniceps) هو طير من العصفوريات من عائلة الدرسة وقد تم فصلها من قبل معظم المؤلفين الجدد عن عائلة الشرشوريات.